# 杰伊·布兰南
杰伊·布兰南（Jay Brannan，1982年—），美国创作歌手和演员。

## 生平
杰伊·布兰南于1982年出生在得克萨斯州一个中产阶级家庭，是一个石油工程师和教师的儿子。他说他的家人是“保守的浸礼宗教徒”。布兰南在俄亥俄州辛辛那提读过一个学期的大学，随后他和一名他在网上认识的男子一起远行到了加利福尼亚州，他们首先在棕榈泉短暂居留，后来他去到了洛杉矶，试图成为一名演员。
2002年他和男友结束了恋爱关系，然后接到了一家公司的试镜通知，于是他搬到了纽约市，并提交了自己的试镜带。
布兰南于2003年在电影《性爱巴士》里出演了一个角色，他在这部电影里大胆的性爱场景令人印象尤深。与此同时，他还找了一份校对的工作来养活自己。他的一首歌《soda shop》被电影作为配乐，这是他的第一个专业录制曲目。后来，布兰南开始在YouTube上上传自己的音乐视频，这使得他在没有任何企业赞助的情况下吸引了一大批国际歌迷群。
2007年他在电影《Holding Trevor》中扮演主角的一个性伙伴，还发行了一张限量版的EP。
2008年7月，布兰南自己发行了名为《goddamned》的专辑。同一年，布兰南辞退了他的校对工作，完全靠专辑和演唱会收入来养活自己。
他的第二张专辑《In Living Cover》在2009年发行，并于2009年7月25日登上Top Heatseekers排行榜的第十名。